# ¥十億少女
『¥十億少女』（ビリオンガール）は、酒井美羽による日本の漫画作品。
『メロディ』（白泉社）にて1999年5月号から連載。
その後、『月刊Asuka』（角川書店）に移籍し、2000年8月号から2004年9月号まで連載された。「第一部完結」の状態で続編の発表は長期停止していたが、2014年に講談社より刊行された文庫版にて描き下ろしの最終章が収録され完結した。

## あらすじ
明治創業の老舗和菓子店「おゝば」の娘三姉妹の末っ子大葉 鹿の子は、店の借金と引き換えに名家の当主で官能小説家の北条大我と結婚するはめになる。

## 登場人物

### 主要人物
大葉鹿の子（おおば かのこ）
本作の主人公。老舗和菓子屋「おゝば」の末っ子で、高校二年生の16歳。クラスはA組。お下げに眼鏡の冴えない風貌だが、顔立ちは可愛らしい。性格はおとなしいが情に厚い部分もある。和菓子屋の子だけに和菓子に関しては舌が肥えている。名前を「おおばかのこ」と揶揄されることも。借金返済の代償として大我に嫁入りする。初めの頃は大我と馴染めず、そんな彼女の様子を不審に思った鳩彦達に心配されていた。だが北条家の因縁を大我と共に乗り越える内に、彼に愛を抱くようになっていった。実は幼い頃に店先で大我と会い、「結婚しないか?」と問われた事がある。鳩彦に誘われ、「LUCCI」のモデルに。姉は22歳OLの萩、19歳短大一年生のしぐれ。母は49歳の静香、父は48歳で「お々ば」の三代目である功一。祖父は72歳で「お々ば」の二代目、剛。
北条 大我（ほうじょう たいが）
北条家十七代目当主であり、官能小説家。功一と、十億円の借金の整理・精算の代わりに娘を一人嫁に貰うという約束を取り付ける。約束は履行され、鹿の子と結婚、共に家で暮らすことに。帯刀と、乳母代わりのヤギ・お母さん三号と同居している。官能的な描写に定評があり、『週刊現在』に連載の予定もある売れっ子小説家。 20歳の時に純文学・自叙伝的な『泥濘の家』でデビュー。著作は『アニマルフラワー』など十数冊、発売後回収されたものが一冊、一部地域で不良図書として発禁となったものが三冊ある。第128回直夷賞を受賞。母は薔子、父は彪斗。父が母の双子の姉、莢子と結婚しながらも薔子に手をつけ、彼を産ませた。 礼生とは異母兄弟。

### 鹿の子の友人達
雨宮鳩彦（あまみや やすひこ）
鹿の子のクラスメイト。二つ年上の18歳。麗しい容姿だが喋り方が女性的な所謂オネエキャラ。時折男性的な喋り方やアプローチも見せる。鹿の子を見ていると心が安らぐと発言し、彼女を大切にしている。大我や夜理人とは古くからの付き合いがある。中学卒業と共に家出、しばらく水商売を経験した後、パトロンとなってくれた夜理人と結婚代わりの養子縁組を行ない、高校に進学。 イタリア有名ブランド「LUCCI」が銀座に直営第一号店を出す際に、日本進出キャンペーンのイメージモデルとして抜擢された。デザイナーのミケランジェロ・ルッチに言い寄られていたが、鹿の子を恋人として紹介して退けようとした。 物語終盤で吐血して倒れる。
忍成数馬 (おしなり かずま)
鹿の子の1年生の頃からのクラスメイト。格好いい顔立ちで、女子人気もある。鹿の子から、クラスの女子合同の友チョコを贈られた際、彼女自身からの本命チョコと勘違いしたが、そのことについて鹿の子から訂正を受けて以降、関係がぎくしゃくしていた。それでも鹿の子を諦めきれず結婚騒動の最中告白するも、断られて玉砕する。 その後鳩彦のとりなしもあり、仲直りして親密になった。鹿の子が結婚したことが校内で噂になった際、自分と付き合っていると広めることで、それを打ち消そうとした。祖父は刀匠の十四代目忍成慎之介。
壬生竜也（みぶ たつや）
鹿の子と同じ学校に通う一年生。和菓子職人を目指し、鹿の子に試食を頼みに来た。鹿の子に惚れており、彼女の家への婿入りを狙っている。鳩彦や忍成と共に、鹿の子を心配していた。自分の和菓子修行と、鹿の子の状況を探るために「おゝば」に弟子入りする。

### 大我の関係者
帯刀（おびなた）
大我の執事。父の代から北条家に仕えている。イギリスの執事養成学校にも留学経験がある。厳格な性格だが、大我の事をとても大切にしている。鹿の子のことは当初は軽んじていたものの、彼女の優しさや大我への愛に触れる内に仲良くなる。
伊集院礼生（いじゅういん れお）
大我の腹違いの兄で、容姿が非常に似ている。母は北条莢子、父は彪斗。母と関係を結んだ大我を深く憎んでおり、大我が鹿の子を手に入れる為の十億円を用立てようと、共同経営の会社の株を無断で売却したことをきっかけに、復讐を開始した。大我が伊集院邸から去った後、北条莢子が彼を求める余り、関係を持ったこともあった。 妹・鵇子が死んだのは自分の所為と思い詰めている。ファロー四徴症という心臓の先天性疾患が有り、秘密裏に手術を行なっていたが彪斗に知られ、後継者としてふさわしくないと言われた。鹿の子を自分の物にしようとしたが、心臓の発作で一時心肺停止状態に陥った。
伊集院莢子（いじゅういん きょうこ）
礼生の母で、大我は双子の妹の薔子と、夫である彪斗の間の子供。高校一年生の時に伊集院家に移ってきた大我と関係を結んだ。鵇子が庭の池で溺死した際にも大我と同衾していた。また大我が伊集院邸を去った後は、彼と間違えて礼生と関係を結ぶこともあった。 鵇子の死を受け入れることが出来ず、年齢に合わせて調度や衣服をあつらえていた。礼生に鹿の子を鵇子として与えられ、信じ込む。
伊集院彪斗（いじゅういん たけと）
大我、礼生、鵇子の実の父親。一代で成り上がった人物で野心家。北条家との婚姻の際、莢子を妻とし、礼生と鵇子をもうけたが、薔子とも関係を持ち、大我を産ませた。礼生の心臓に疾患があると判明し、一時、大我を後継者として教育する為に、伊集院家に呼び寄せた。 その後も礼生が死の淵を彷徨った際にも、大我を後継者にしようとした。
伊集院鵇子（いじゅういん ときこ）
礼生の妹で、大我の異母妹。父は彪斗、母は莢子。天真爛漫で愛くるしい少女だったが、幼い頃に庭の池で溺れて死んでしまった。礼生、大我、莢子の3人はそれぞれ自分の所為で鵇子が死んだと思い悩んでいたが、礼生、大我は彼女によく似た鹿の子から慰めを受けることで、その思いを払拭することが出来た。

### その他
丹後夜理人（たんご よりと）
大我の学生時代からの友人で小説家のゲイ。鳩彦とも縁が深い。莢子の元から逃げてきた鹿の子を保護し、一晩泊めてくれた。
白神玖貴（しろがみ たまき）
鹿の子と同じ高校に通う三年生。タロットカードでの占いがよく当たると有名。図書館で占いを行なっている。当初は鹿の子に強い興味を示していたが、彼女と共に占いに来た鳩彦が自らの「運命の輪」のカード・運命の人ではないかと考え、惹かれ始めた。瑠伽という姉がいる。祖母も高名な占い師。
西寺詩織（にしでら しおり）
大我の熱狂的なファン。小学生の頃に彼のデビュー作『泥濘の家』を読んで以来、長くファンでいる。鹿の子に『泥濘の家』が大我の生い立ちを元にしていることを伝え、読むよう勧めた。

## 用語
北条家
鎌倉時代から続く、世が世なら華族という由緒ある家柄。十七代目当主は大我。彼の母は薔子、その双子の姉に莢子がおり、二人とも彪斗と関係を持った。

## 書籍情報
単行本
- 酒井美羽『¥十億少女』角川書店〈あすかコミックス〉既刊10巻（※第一部完結・以下未刊）

1. 2001年6月発売、ISBN 4-04-924867-0
2. 2001年6月発売、ISBN 4-04-924868-9
3. 2001年8月発売、ISBN 4-04-924871-9
4. 2002年1月発売、ISBN 4-04-924894-8
5. 2002年7月発売、ISBN 4-04-924908-1
6. 2002年11月発売、ISBN 4-04-924920-0
7. 2003年3月発売、ISBN 4-04-924939-1
8. 2003年9月発売、ISBN 4-04-924952-9
9. 2004年4月発売、ISBN 4-04-924961-8
10. 2004年10月発売、ISBN 4-04-924983-9

文庫版
- 酒井美羽『¥十億少女』講談社〈講談社漫画文庫〉全5巻（※完結）

1. 2014年9月12日発売、ISBN 978-4-06-385009-3
2. 2014年9月12日発売、ISBN 978-4-06-385010-9
3. 2014年11月12日発売、ISBN 978-4-06-385011-6
4. 2014年11月12日発売、ISBN 978-4-06-385012-3
5. 2014年11月12日発売、ISBN 978-4-06-385013-0